# Estanys del Pessó
Els Estanys del Pessó són dos llacs que es troben en el terme municipal de la Vall de Boí,a la comarca de l'Alta Ribagorça, i dins de la zona perifèrica del Parc Nacional d'Aigüestortes i Estany de Sant Maurici. L'Estany del Pessó d'Amont és el superior i l'Estany del Pessó d'Avall és l'inferior.
El nom pessó significa 'munt cònic d'herba dallada', i s'aplica a cims de forma cònica".